# 1997

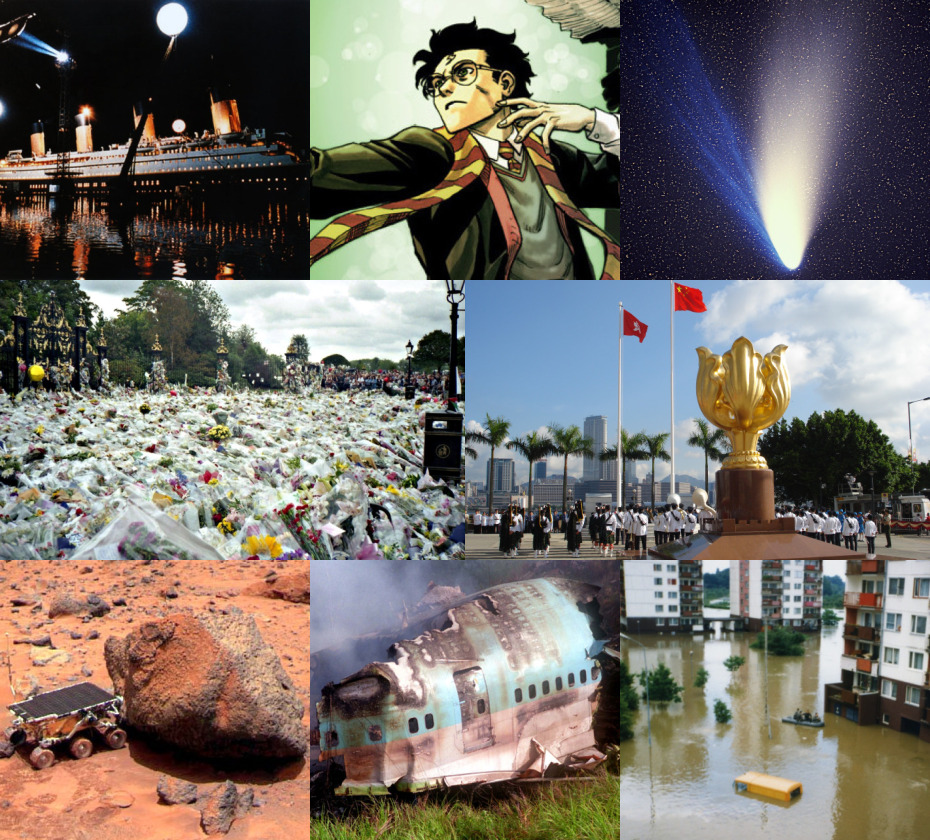
Từ bên trái, theo chiều kim đồng hồ: Hậu trường bộ phim Titanic, bộ phim có doanh thu cao nhất trong lịch sử thế kỷ 20; Harry Potter và Hòn đá Phù thủy đã được xuất bản, trở thành cuốn tiểu thuyết bán chạy nhất lịch sử; Sao chổi Hale-Bopp bay ngang qua Trái Đất và trở thành một trong những sao chổi được quan sát nhiều nhất trong lịch sử; Quảng trường Kim Tử Kinh, nơi bàn giao chủ quyền của Hồng Kông từ Vương quốc Anh sang Trung Quốc; Đợt lũ lụt ở Trung Âu đã giết chết 114 người tại Cộng hòa Séc, Ba Lan và Đức; Chuyến bay 801 của Korean Air bị rơi trong một trận mưa lớn tại đảo Guam, toàn bộ 229 người thiệt mạng; Con tàu Mars Pathfinder và Sojourner hạ cánh trên sao Hỏa; Những bông hoa được để lại bên ngoài Cung điện Kensington sau cái chết của Diana, Vương phi xứ Wales, trong một vụ tai nạn xe hơi ở Paris.

1997 (MCMXCVII) là một năm thường bắt đầu vào Thứ tư của lịch Gregory, năm thứ 1997 của Công nguyên hay của Anno Domini, the năm thứ 997  của thiên niên kỷ 2, năm thứ 97  của thế kỷ 20, và năm thứ  8   của thập niên 1990. 

## Sự kiện

### Tháng 1
- 1 tháng 1:
  - Arnold Koller trở thành tổng thống của Thụy Sĩ.
  - Tỉnh Bắc Ninh chính thức được tái lập.
  - Chia tỉnh Sông Bé thành 2 tỉnh Bình Dương và Bình Phước
- 15 tháng 1: Andorra gia nhập WHO.
- 16 tháng 1: Yahya Jammeh tổng thống của Gambia.
- 19 tháng 1: Petar Stojanow trở thành tổng thống của Bulgaria.

### Tháng 2
- 4 tháng 2: Cộng hòa Nam Phi có Hiến pháp mới.
- 13 tháng 2: Nauru: Kinza Clodumar trở thành tổng thống.
- 24 tháng 2: Động đất tại Turkmenistan và Iran. 100 người chết
- 28 tháng 2: Động đất tại Armenia và Azerbaijan, khoảng 1.100 người chết.

### Tháng 4
- 11 tháng 4: Thành lập chính phủ trong Angola
- 13 tháng 4: Bầu cử tổng thống tại Mali
- 27 tháng 4: Bầu cử dân chủ tại Yemen

### Tháng 5
- 10 tháng 5: Động đất tại Iran, 1.560 người chết

### Tháng 6
- 16 tháng 6 – 5 tháng 7: Giải vô địch bóng đá trẻ thế giới 1997 tổ chức tại Malaysia, đội tuyển bóng đá U-20 quốc gia Argentina lần thứ 3 giành chức vô địch.
- 20 tháng 6: Natsagiin Bagabandi trở thành tổng thống của Mông Cổ.

### Tháng 7
- 1 tháng 7: Anh Quốc bàn giao chủ quyền Hồng Kông cho Cộng hòa Nhân dân Trung Hoa
- 5 tháng 7: Đảo chính tại Campuchia
- 23 tháng 7: Lào trở thành thành viên của ASEAN.

### Tháng 8
- 6 tháng 8: Bolivia: Hugo Banzer trở thành tổng thống.
- 6 tháng 8: Một chiếc Boeing 747 của Korean Air rơi tại Hagåtña, Guam, 228 người chết.
- 28 tháng 8: Armenia và Nga ký kết Hiệp ước Hữu nghị.

### Tháng 9
- 4 tháng 9 – 21 tháng 9: Giải vô địch bóng đá U-17 thế giới 1997 tổ chức tại Ai Cập, đội tuyển bóng đá U-17 quốc gia Brasil lần đầu tiên giành chức vô địch.
- 21 tháng 9: Bầu cử quốc hội tại Ba Lan
- 26 tháng 9: Một chiếc Airbus A300 của Garuda Indonesia rơi gần Medan, Sumatra, Indonesia. Tất cả 234 người trên máy bay đều chết.

### Tháng 10
- 12 tháng 10: Cameroon: Paul Biya tái đắc cử tổng thống.
- 15 tháng 10: Michael Jackson kết thúc chuyến lưu diễn vòng quanh thế giới HIStory World Tour.
- 30 tháng 10: Mary McAleese trở thành nữ tổng thống của Ireland.

### Tháng 11
- 01 tháng 11: Bão nhiệt đới Linda đã càn quét miền Nam Việt Nam làm hơn 3100 người chết và mất tích.

### Tháng 12
- 12 – 21 tháng 12: Cúp Liên đoàn các châu lục 1997 tổ chức tại Ả Rập Xê Út, đội tuyển bóng đá quốc gia Brasil lần đầu tiên giành chức vô địch.
- 19 tháng 12: Bầu cử quốc hội tại Djibouti.
- 19 tháng 12: Một chiếc Boeing 737 của Silk Air rơi tại Sumatra, Indonesia sau khi cất cánh từ Singapore. Tất cả 104 người trên máy bay đều chết.

## Sinh

### Tháng 1
- 3 tháng 1: Kim Dong-hyuk, ca sĩ, thành viên nhóm nhạc nam Hàn Quốc iKON
- 24 tháng 1: Quân A.P (Phạm Anh Quân), ca sĩ, rapper người Việt Nam
- 27 tháng 1: Ko Itakura, cầu thủ bóng đá người Nhật Bản
- 31 tháng 1: Cho Miyeon, nữ ca sĩ, thành viên nhóm nhạc nữ Hàn Quốc (G)I-dle

### Tháng 2
- 1 tháng 2: Park Ji-hyo, nữ ca sĩ Hàn Quốc của nhóm nhạc nữ Twice
- 9 tháng 2: Bella Poarch một nhân vật mạng xã hội và ca sĩ người Mỹ gốc Philippines
- 10 tháng 2: Chloe Grace Moretz là người mẫu, diễn viên người Mỹ
- 11 tháng 2: Rosé là ca sĩ người Úc của nhóm nhạc nữ Hàn Quốc Blackpink
- 14 tháng 2: Jung Jae-hyun là ca sĩ, thành viên của nhóm nhạc Hàn Quốc NCT
- 15 tháng 2: Orange (Khương Hoàn Mỹ), nữ ca sĩ người Việt Nam
- 18 tháng 2: Lee Seok-min, ca sĩ và là thành viên của nhóm nhạc Hàn Quốc Seventeen
- 28 tháng 2: Bùi Tiến Dũng, cầu thủ bóng đá người Việt Nam

### Tháng 3
- 2 tháng 3: Becky G, nữ ca sĩ, diễn viên người Mỹ
- 3 tháng 3:
  - Lee Jang-jun, ca sĩ người Hàn Quốc của nhóm nhạc nam Golden Child
  - Camila Cabello, nữ ca sĩ người Mỹ/Cuba
- 6 tháng 3: Đỗ Thị Lan Anh, Hoa hậu Trái Đất Việt Nam 2023, Á hậu Trái Đất 2023
- 17 tháng 3: Chanique Rabe, Hoa hậu Tuổi Teen Namibia 2014, Miss Teen Continents 2015, Hoa hậu Siêu quốc gia Namibia 2020, Hoa hậu Siêu quốc gia 2021
- 24 tháng 3: Myoui Mina, ca sĩ người Hàn Quốc/Nhật Bản, thành viên nhóm nhạc nữ Twice
- 26 tháng 3: Marius Borg Høiby, con trai của công chúa kế vị Mette-Marit của Na Uy
- 27 tháng 3: Lalisa Manoban, ca sĩ và vũ công người Thái Lan, thành viên nhóm nhạc nữ Hàn Quốc Blackpink
- 30 tháng 3: Nguyễn Xuân Son (Rafael Son), cầu thủ bóng đá người Brasil/Việt Nam
- 31 tháng 3: Koo Jun-hoe, ca sĩ người Hàn Quốc của nhóm nhạc iKON

### Tháng 4
- 6 tháng 4: Kim Min-gyu, ca sĩ, vũ công người Hàn Quốc của nhóm nhạc nam Seventeen
- 8 tháng 4: Kim Woo-jin, ca sĩ người Hàn Quốc, thành viên nhóm nhạc Stray Kids
- 12 tháng 4:
  - Nguyễn Quang Hải, cầu thủ bóng đá người Việt Nam
  - Jack – J97 (Trịnh Trần Phương Tuấn), ca sĩ người Việt Nam
- 18 tháng 4: Donny van de Beek, cầu thủ bóng đá người Hà Lan
- 20 tháng 4: Ji Soo-yeon, ca sĩ, thành viên nhóm nhạc Weki Meki, người Hàn Quốc
- 20 tháng 4: Trần Đình Trọng, cầu thủ bóng đá người Việt Nam

### Tháng 5
- 2 tháng 5: BamBam, ca sĩ, vũ công người Thái Lan, thành viên nhóm nhạc Got7
- 10 tháng 5: Richarlison, cầu thủ bóng đá người Brazil
- 12 tháng 5: Frenkie de Jong, cầu thủ bóng đá người Hà Lan
- 14 tháng 5: Ruben Dias, cầu thủ bóng đá người Bồ Đào Nha
- 15 tháng 5: Ousmane Dembélé, cầu thủ bóng đá người Pháp
- 23 tháng 5: Joe Gomez, cầu thủ bóng đá người Anh
- 31 tháng 5: Hoaprox (Nguyễn Thái Hòa), DJ, nhà sản xuất âm nhạc người Việt Nam

### Tháng 6
- 5 tháng 6: Kieran Tierney, cầu thủ bóng đá người Scotland
- 11 tháng 6: Unai Simón, cầu thủ bóng đá người Tây Ban Nha
- 21 tháng 6: Lục Huy (Lục Quang Huy), ca sĩ, vũ công người Việt Nam, cựu thành viên nhóm nhạc Uni5
- 23 tháng 6: Ngân Ngân (Nguyễn Thị Thu Ngân), nữ ca sĩ người Việt Nam

### Tháng 7
- 21 tháng 7: Jsol (Nguyễn Thái Sơn), ca sĩ người Việt Nam
- 31 tháng 7: Khả Ngân, nữ diễn viên người Việt Nam

### Tháng 8
- 5 tháng 8: Từ Kiều, nữ diễn viên người Trung Quốc
- 10 tháng 8: Kylie Jenner, nhân vật truyền hình, socialite, người mẫu và nữ doanh nhân người Mỹ
- 18 tháng 8: Hồ Phi Nal, ca sĩ người Việt Nam
- 20 tháng 8: Lê Văn Tấn, cầu thủ bóng đá người Việt Nam (m. 2023)
- 22 tháng 8: Lautaro Martínez, cầu thủ bóng đá người Argentina
- 24 tháng 8: Alan Walker, DJ người Anh/Na Uy

### Tháng 9
- 1 tháng 9: Jeon Jung-kook, ca sĩ và vũ công người Hàn Quốc, thành viên nhóm nhạc BTS
- 8 tháng 9: Nguyễn Thành Chung, cầu thủ bóng đá người Việt Nam
- 16 tháng 9: Phí Phương Anh, nữ ca sĩ, người mẫu người Việt Nam, quán quân Gương mặt thương hiệu 2016
- 22 tháng 9: Hà Đức Chinh, cầu thủ bóng đá người Việt Nam

### Tháng 10
- 3 tháng 10:
  - Bang Chan, ca sĩ, rapper, vũ công người Úc gốc Hàn, trưởng nhóm nhạc Stray Kids
  - Tô Ngọc Hiếu, Idol Hà Nội, hoạt động trong giới Olympia
- 6 tháng 10: Théo Hernandez, cầu thủ bóng đá người Pháp
- 7 tháng 10: Quang Hùng MasterD (Lê Quang Hùng), ca sĩ, nhạc sĩ người Việt Nam
- 8 tháng 10: Bella Thorne, nữ diễn viên, vũ công, người mẫu và ca sĩ người Mỹ
- 13 tháng 10: Erik (Lê Trung Thành), ca sĩ, vũ công người Việt Nam, cựu thành viên nhóm nhảy St. 319 và nhóm nhạc Monstar
- 15 tháng 10: Jeon Woong là ca sĩ, vũ công người Hàn Quốc của nhóm nhạc nam AB6IX
- 20 tháng 10: 
  - Daizen Maeda, cầu thủ bóng đá người Nhật Bản
  - Nguyễn Tiến Linh, cầu thủ bóng đá người Việt Nam
- 23 tháng 10: Minnie, ca sĩ người Hàn Quốc, thành viên nhóm nhạc nữ (G)I-dle
- 25 tháng 10: Federico Chiesa, cầu thủ bóng đá người Ý
- 28 tháng 10: Winwin (Dong Si-Cheng), ca sĩ, vũ công người Trung Quốc, thành viên nhóm nhạc NCT
- 31 tháng 10: Marcus Rashford, cầu thủ bóng đá người Anh

### Tháng 11
- 6 tháng 11: Hồ Tấn Tài, cầu thủ bóng đá người Việt Nam
- 7 tháng 11: The8 (Từ Minh Hạo), ca sĩ, vũ công người Trung Quốc, thành viên nhóm nhạc Seventeen
- 13 tháng 11: Châu Bùi (Bùi Thái Bảo Châu), nữ fashionista, người mẫu, diễn viên, ca sĩ người Việt Nam
- 16 tháng 11: Lê Phương Thảo, nữ vận động viên bắn cung người Việt Nam
- 17 tháng 11: Kim Yu-gyeom, ca sĩ, vũ công người Hàn Quốc, thành viên nhóm nhạc Got7

### Tháng 12
- 12 tháng 12: Phạm Sắc Lệnh, ca sĩ kiêm nhạc sĩ người Việt Nam
- 25 tháng 12: Annie (Nguyễn Thị Thu Thủy) nữ ca sĩ người Việt Nam, trưởng nhóm nhạc nữ LipB

### Không rõ ngày, tháng
- Kata Trần (Trần Quốc Khánh), nhạc sĩ, nhà sản xuất âm nhạc người Việt Nam, thành viên nhóm DTAP

## Mất
- 1 tháng 1: Hans-Martin Majewski, nhà soạn nhạc Đức (s. 1911)
- 1 tháng 1: Aenne Brauksiepe, nữ chính khách Đức (s. 1912)
- 1 tháng 1: Caspar Diethelm, nhà soạn nhạc Thụy Sĩ và nhạc trưởng (s. 1926)
- 1 tháng 1: Townes Van Zandt, nhà soạn nhạc Mỹ (s. 1944)
- 2 tháng 1: Randy California, người chơi đàn ghita Mỹ (s. 1951)
- 5 tháng 1: André Franquin, họa sĩ vẽ tranh cho truyện comic Bỉ (s. 1924)
- 5 tháng 1: Vero Wynne-Edwards, nhà động vật học Anh (s. 1906)
- 8 tháng 1: Melvin Calvin, nhà hóa học Mỹ, nhà hóa sinh (s. 1911)
- 9 tháng 1: Edward Osóbka-Morawski, chính khách Ba Lan, thủ tướng (s. 1909)
- 10 tháng 1: Alexander Robert Todd, nhà hóa học Anh, Giải thưởng Nobel (s. 1907)
- 12 tháng 1: Charles Brenton Huggins, bác sĩ phẫu thuật (s. 1901)
- 15 tháng 1: Helenio Herrera, huấn luyện viên bóng đá Argentina (s. 1916)
- 16 tháng 1: Juan Landázuri Ricketts, tổng Giám mục của Lima, Hồng y (s. 1913)
- 17 tháng 1: Clyde Tombaugh, nhà thiên văn học Mỹ (s. 1906)
- 20 tháng 1: Albín Brunovský, nghệ sĩ tạo hình Slovakia, họa sĩ (s. 1935)
- 28 tháng 1: Mikel Koliqi, Hồng y của Giáo hội Công giáo La Mã (s. 1902)
- 31 tháng 1: Marie Bayerová, nữ dịch giả Séc, triết gia (s. 1927)
- 2 tháng 2: Martin Mußgnug, chính khách Đức (s. 1936)
- 3 tháng 2: Alfons Bauer, nhà soạn nhạc Đức (s. 1920)
- 3 tháng 2: Bohumil Hrabal, nhà văn Séc (s. 1914)
- 6 tháng 2: Rolf Rodenstock, doanh nhân Đức, (s. 1917)
- 9 tháng 2: Brian Connolly, nhạc sĩ Scotland (s. 1945)
- 16 tháng 2: Ngô Kiện Hùng, nhà nữ vật lý học (s. 1912)
- 17 tháng 2: Amha Selassie I, hoàng tử kế vị của Ethiopia (s. 1916)
- 17 tháng 2: Darcy Ribeiro, nhà nhân loại học Brasil, chính khách, nhà văn (s. 1922)
- 19 tháng 2: Đặng Tiểu Bình, chính khách Trung Quốc (s. 1904)
- 21 tháng 2: Josef Posipal, cầu thủ bóng đá Đức (s. 1927)
- 25 tháng 2: Ugo Poletti, tổng Giám mục của Spoleto, Hồng y của Giáo hội Công giáo La Mã (s. 1914)
- 1 tháng 3: Alfons Beil, linh mục Đức, tác giả (s. 1896)
- 4 tháng 3: Carey Loftin, diễn viên Mỹ (s. 1914)
- 6 tháng 3: Cheddi Jagan, chính khách Guyana (s. 1918)
- 7 tháng 3: Martin Kippenberger, họa sĩ Đức (s. 1953)
- 7 tháng 3: Edward Mills Purcell, nhà vật lý học Mỹ (s. 1912)
- 9 tháng 3: The Notorious B.I.G., rapper Mỹ (s. 1972)
- 14 tháng 3: Fred Zinnemann, đạo diễn phim Mỹ (s. 1907)
- 14 tháng 3: Jurek Becker, nhà văn Đức (s. 1937)
- 15 tháng 3: Victor Vasarely, họa sĩ Pháp, nghệ sĩ tạo hình (s. 1908)
- 19 tháng 3: Jacques Foccart, chính khách Pháp (s. 1913)
- 20 tháng 3: Carlo Fassi, vận động viên trượt băng nghệ thuật, huấn luyện viên (s. 1929)
- 27 tháng 3: Ella Maillart, nữ vận động viên thể thao Thụy Sĩ, nhà văn (s. 1903)
- 31 tháng 3: Lyman Spitzer, nhà thiên văn học Mỹ, nhà vật lý học (s. 1914)
- 31 tháng 3: Friedrich Hund, nhà vật lý học Đức (s. 1896)
- 4 tháng 4: Alparslan Türkeş, chính khách Thổ Nhĩ Kỳ (s. 1917)
- 5 tháng 4: František Kožík, nhà văn Séc (s. 1909)
- 6 tháng 4: Stephan Hermlin, nhà văn Đức (s. 1915)
- 6 tháng 4: Jack Kent Cooke, doanh nhân Canada (s. 1912)
- 9 tháng 4: Yank Rachell, nhạc sĩ blues Mỹ (s. 1910)
- 10 tháng 4: Toshiro Mayuzumi, nhà soạn nhạc Nhật Bản, giáo sư (s. 1929)
- 10 tháng 4: Erik Blumenfeld, thương gia Đức, chính khách (s. 1915)
- 16 tháng 4: Roland Topor, tác giả Pháp, diễn viên, họa sĩ (s. 1938)
- 18 tháng 4: Herbert Czaja, chính khách Đức (s. 1914)
- 20 tháng 4: Otto Wilhelm von Vacano, nhà khảo cổ học Đức (s. 1910)
- 24 tháng 4: Werner Metzen, doanh nhân Đức (s. 1946)
- 27 tháng 4: Dulce Maria Loynaz, nữ thi sĩ Cuba (s. 1903)
- 2 tháng 5: Heinz Ellenberg, nhà sinh vật học Đức, nhà thực vật học (s. 1913)
- 2 tháng 5: Paulo Freire, nhà sư phạm Brasil, luật gia, nhà sử học, triết gia (s. 1921)
- 2 tháng 5: John Carew Eccles, nhà sinh lý học Úc (s. 1903)
- 2 tháng 5: Alfred Day Hershey, nhà sinh vật học Mỹ (s. 1908)
- 3 tháng 5: Narciso Yepes, người chơi đàn ghita (s. 1927)
- 5 tháng 5: Tolia Nikiprowetzky, nhà soạn nhạc Nga (s. 1916)
- 8 tháng 5: Joachim Angermeyer, chính khách Đức (s. 1923)
- 8 tháng 5: Kai-Uwe von Hassel, chính khách Đức (s. 1913)
- 9 tháng 5: Marco Ferreri, đạo diễn phim Ý (s. 1928)
- 19 tháng 5: Troy Ruttman, đua xe Mỹ (s. 1930)
- 20 tháng 5: Virgilio Barco Vargas, chính khách, tổng thống của Cộng hòa Colombia (s. 1921)
- 20 tháng 5: Richard Leising, nhà thơ trữ tình Đức (s. 1934)
- 23 tháng 5: James Lee Byars, nghệ nhân Mỹ (s. 1932)
- 24 tháng 5: Edward Mulhare, diễn viên Mỹ (s. 1923)
- 26 tháng 5: Manfred von Ardenne, nhà khoa học gia tự nhiên Đức (s. 1907)
- 29 tháng 5: Jeff Buckley, nam ca sĩ Mỹ, người chơi đàn ghita (s. 1966)
- 1 tháng 6: Nikolai Aleksandrovich Tikhonov, chính khách Xô Viết (s. 1905)
- 1 tháng 6: Fred Rauch, nam ca sĩ Áo (s. 1909)
- 2 tháng 6: Helen Jacobs, nữ vận động viên quần vợt Mỹ (s. 1908)
- 3 tháng 6: Marta Schanzenbach, nữ chính khách Đức (s. 1907)
- 4 tháng 6: Ronnie Lane, nhạc sĩ nhạc rock Anh (s. 1946)
- 11 tháng 6: Kurt Stöpel, tay đua xe đạp Đức (s. 1908)
- 12 tháng 6: Bulat Shalvovich Okudzhava, thi sĩ Nga, nhà soạn nhạc (s. 1924)
- 14 tháng 6: Helmut Fischer, diễn viên Đức (s. 1926)
- 18 tháng 6: Lev Kopelev, nhà văn Nga (s. 1912)
- 20 tháng 6: John Akii-Bua, vận động viên điền kinh (s. 1949)
- 22 tháng 6: Peter Woydt, nhà báo về thể thao
- 25 tháng 6: Adolf Kabatek, manager Đức (s. 1931)
- 28 tháng 6: Helmut Leherbauer, họa sĩ Áo (s. 1933)
- 1 tháng 7: Robert Mitchum, diễn viên Mỹ (s. 1917)
- 1 tháng 7: Chu Huy Mân, Chủ nhiệm Tổng cục Chính trị Quân đội Nhân dân Việt Nam(s.1913)
- 2 tháng 7: James Stewart, huyền thoại điện ảnh Mỹ (s. 1908)
- 3 tháng 7: Johnny Copeland, nhạc sĩ nhạc blues Mỹ (s. 1937)
- 5 tháng 7: Miguel Najdorf, người chơi cờ (s. 1910)
- 7 tháng 7: Heino Jaeger, họa sĩ Đức (s. 1938)
- 11 tháng 7: Erwin Seeler, cầu thủ bóng đá Đức (s. 1910)
- 12 tháng 7: Raimund Weissensteiner, linh mục Áo, nhà soạn nhạc (s. 1905)
- 12 tháng 7: François Furet, nhà sử học Pháp (s. 1927)
- 15 tháng 7: Gianni Versace, nhà thiết kế y phục thời trang Ý (s. 1946)
- 16 tháng 7: Dora Maar, nữ nhiếp ảnh gia Pháp, nữ họa sĩ (s. 1907)
- 18 tháng 7: Eugene Shoemaker, nhà thiên văn học Mỹ (s. 1928)
- 21 tháng 7: Ernst Majonica, chính khách Đức (s. 1920)
- 23 tháng 7: Chuhei Nambu, vận động viên điền kinh Nhật Bản, đoạt huy chương Thế Vận Hội (s. 1904)
- 24 tháng 7: Frank Parker, vận động viên quần vợt Mỹ (s. 1916)
- 25 tháng 7: Ben Hogan, người chơi golf Mỹ (s. 1912)
- 26 tháng 7: Kunihiko Kodaira, giáo sư Nhật Bản (s. 1915)
- 28 tháng 7: Seni Pramoj, thủ tướng Thái Lan (s. 1905)
- 30 tháng 7: Bảo Đại, hoàng đế cuối cùng của Việt Nam (s. 1913)
- 2 tháng 8: Paul Kurzbach, nhà soạn nhạc Đức (s. 1902)
- 2 tháng 8: James Krüss, nhà văn Đức, thi sĩ (s. 1926)
- 3 tháng 8: William S. Burroughs, nhà văn Mỹ (s. 1914)
- 6 tháng 8: Jürgen Kuczynski, nhà sử học Đức, nhà kinh tế học (s. 1904)
- 6 tháng 8: Elisabeth Höngen, nữ ca sĩ Đức (s. 1906)
- 9 tháng 8:  Trần Đại Nghĩa, giáo sư, viện sĩ, ký sư, Thiếu Tướng đầu tiên của quân đội nhân dân Việt Nam (s. 1913)
- 10 tháng 8: Jean-Claude Lauzon, đạo diễn phim Canada (s. 1953)
- 10 tháng 8: Conlon Nancarrow, nhà soạn nhạc Mexico gốc Mỹ (s. 1912)
- 14 tháng 8: Gustav Wellenstein, nhà động vật học Đức, nhà lâm học (s. 1906)
- 16 tháng 8: Nusrat Fateh Ali Khan, nhạc sĩ (s. 1948)
- 24 tháng 8: Werner Abrolat, diễn viên Đức (s. 1924)
- 24 tháng 8: Luigi Villoresi, tay đua Công thức 1 Ý (s. 1909)
- 25 tháng 8: Robert Pinget, nhà văn Thụy Sĩ (s. 1919)
- 27 tháng 8: Eduard Heilingsetzer, chính khách Áo, bộ trưởng (s. 1905)
- 28 tháng 8: Frank Bencriscutto, nhà soạn nhạc Mỹ (s. 1928)
- 30 tháng 8: Dodi Fayed, Millionärssohn (s. 1955)
- 30 tháng 8: Ernst Willimowski, cầu thủ bóng đá (s. 1916)
- 31 tháng 8: Diana, công nương xứ Wales, vợ cũ của thái tử Charles, sau này là Quốc vương Charles III (s. 1961)
- 1 tháng 9: Karl Berg, tổng Giám mục Áo (s. 1908)
- 2 tháng 9: Viktor Frankl, nhà thần kinh học, bác sĩ tâm thần (s. 1905)
- 4 tháng 9: Hans Jürgen Eysenck, nhà tâm lý học (s. 1916)
- 4 tháng 9: Aldo Rossi, kiến trúc sư, nhà thiết kế (s. 1931)
- 5 tháng 9: Georg Solti, nhạc trưởng Hungary (s. 1912)
- 5 tháng 9: Mẹ Teresa, nữ tu và nhà truyền giáo Công giáo Rôma người Ấn Độ gốc Albania (s. 1910)
- 7 tháng 9: Mobutu Sese Seko, tổng thống của Zaire (s. 1930)
- 17 tháng 9: Red Skelton, diễn viên Mỹ (s. 1913)
- 17 tháng 9: Jan Peder Syse, chính khách Na Uy (s. 1930)
- 20 tháng 9: Kurt Gloor, đạo diễn phim Thụy Sĩ (s. 1942)
- 25 tháng 9: Jean Françaix, nghệ sĩ dương cầm Pháp, nhà soạn nhạc (s. 1912)
- 27 tháng 9: Rolf Ulrici, nhà văn Đức (s. 1922)
- 5 tháng 10: Bernard Yago, tổng Giám mục của Abidjan, Hồng y (s. 1916)
- 6 tháng 10: Hartwig Schlegelberger, chính khách Đức (s. 1913)
- 7 tháng 10: Adolf Brockhoff, linh mục Công giáo (s. 1919)
- 11 tháng 10: Käthe Gold, nữ diễn viên Áo (s. 1907)
- 13 tháng 10: Adil Çarçani, lãnh đạo chính phủ Albania (s. 1922)
- 14 tháng 10: Harold Robbins, nhà văn Mỹ (s. 1916)
- 16 tháng 10: Arno Wyzniewski, diễn viên Đức (s. 1938)
- 17 tháng 10: Julius Hackethal, bác sĩ (s. 1921)
- 18 tháng 10: Adolf Schröter, họa sĩ Đức (s. 1904)
- 23 tháng 10: Luther George Simjian, nhà phát minh (s. 1905)
- 23 tháng 10: Pinchas Lapide, nhà thần học Do Thái (s. 1922)
- 25 tháng 10: Hans Löfflad, chính khách Đức (s. 1922)
- 27 tháng 10: Franz Kain, nhà báo Áo, nhà văn, chính khách (s. 1922)
- 30 tháng 10: Samuel Fuller, đạo diễn phim Mỹ, tác giả kịch bản, diễn viên (s. 1912)
- 31 tháng 10: Hans Bauer, cầu thủ bóng đá Đức (s. 1927)
- 2 tháng 11: Günter Biermann, chính khách Đức, nghị sĩ quốc hội liên bang (s. 1931)
- 5 tháng 11: James Robert Baker, tác giả kịch bản Mỹ, nhà văn (s. 1946)
- 9 tháng 11: Carl Gustav Hempel, triết gia Đức (s. 1905)
- 9 tháng 11: Trần Hiệu (1914 - 1997) - Cục trưởng Tình báo đầu tiên của Việt Nam Dân chủ Cộng hòa
- 13 tháng 11: André Boucourechliev, nhà soạn nhạc Pháp (s. 1925)
- 16 tháng 11: Georges Marchais, chính khách Pháp (s. 1920)
- 17 tháng 11: Coen van Vrijberghe de Coningh, diễn viên Hà Lan (s. 1950)
- 21 tháng 11: Robert Simpson, nhà soạn nhạc Anh (s. 1921)
- 21 tháng 11: Julian Jaynes, nhà tâm lý học Mỹ (s. 1920)
- 22 tháng 11: Michael Hutchence, nam ca sĩ của ban nhạc rock Úc INXS (s. 1960)
- 23 tháng 11: Jorge Más Canosa, doanh nhân (s. 1939)
- 26 tháng 11: Werner Höfer, nhà báo Đức (s. 1913)
- 5 tháng 12: Rudolf Bahro, nhà báo Đức, chính khách và là triết gia (s. 1935)
- 7 tháng 12: Billy Bremner, cầu thủ bóng đá Scotland (s. 1942)
- 20 tháng 12: Juzo Itami, diễn viên Nhật Bản, đạo diễn phim. (s. 1933)
- 24 tháng 12: Toshiro Mifune, diễn viên Nhật Bản (s. 1920)
- 25 tháng 12: Giorgio Strehler, đạo diễn phim Ý (s. 1921)
- 27 tháng 12: Hans Blickensdörfer, nhà báo về thể thao Đức, nhà văn (s. 1923)
- 31 tháng 12: Floyd Cramer, nghệ sĩ dương cầm, nhà soạn nhạc (s. 1933)
- 31 tháng 12: Nicolin Kunz, nữ diễn viên Áo (s. 1954)

## Giải thưởng Nobel
- Hóa học - Paul D. Boyer, John E. Walker, Jens C. Skou, Hứa Tấn Hưng
- Văn học - Dario Fo
- Hòa bình - Tổ chức Quốc tế cấm mìn (International Campaign to Ban Landmines), Jody Williams
- Vật lý - Steven Chu, Claude Cohen-Tannoudji, William D. Phillips
- Y học - Stanley B. Prusiner
- Kinh tế - Ngân hàng Thụy Điển, Robert C. Merton, Myron Scholes